# Domenico Consolini
Pour les articles homonymes, voir Consolini.
Domenico Consolini, né le 7 juin 1806 à Senigallia, dans la province d'Ancône dans les Marches et mort le 20 décembre 1884 à Rome, était un cardinal italien du XIXe siècle.

## Biographie

### Jeunesse
Domenico Consolini était le petit-fils du marquis Tommaso Consolini, vice-consul de France à Senigallia, et le quatrième enfant de Pietro Consolini et d'Angela Grapelli. Le lendemain de sa naissance, il fut baptisé du nom de Domenico Antonio Luigi Pacifico Nicola et Baldassarre Consolini. Son grand-père était un ami personnel du comte Mastaï, père du futur pape Pie IX. Ces deux nobles avaient la même attitude à l'égard de leurs fils, qui consistait à ne pas les empêcher de suivre une carrière religieuse.
Domenico, de quatorze ans plus jeune que Giovanni Maria Mastaï Ferreti (le futur Pie IX), commença ses études à Senigallia. Par la suite il étudia à l'Académie des nobles ecclésiastiques de Rome. En 1842, son père, Pietro, fut nommé marquis de Senigallia par le pape Grégoire XVI.

### Cardinal
Domenico Consolini vécut l'âge d'or du clergé de Senigallia et sa carrière dans l'Église fut fulgurante : il occupa plusieurs postes importants dans la hiérarchie catholique et l'élection de son compatriote Pie IX lui en procura de nouveaux. Il fut créé cardinal avec le titre de cardinal-diacre de Santa Maria in Domnica lors du consistoire du 22 juin 1866.
Homme voué à la culture, il rassembla une riche bibliothèque dont il fit don à la commune de Senigallia. Les troubles politiques marquèrent sa vie : son frère, Paolo, fut assassiné le 17 février 1848, par des partisans de l'unité italienne opposés au pouvoir temporel du pape. Ces persécutions amenèrent ses autres frères à quitter Senigallia et à vivre à différents endroits, parmi eux le marquis Consolini Sabatino, s'installa dans la banlieue de Terni, aujourd'hui Cesi di Terni, où il épousa Agata Speranza qui lui donna cinq enfants.
N’ayant jamais été consacré évêque, ni même ordonné prêtre, il appartenait à cette « catégorie étrange de cardinaux qui ne disaient pas la messe mais écoutaient chaque matin celle de leur secrétaire ». Le 20 décembre 1832, il a commencé comme un prélat domestique de Sa Sainteté sa carrière à la Curie.Domenico Consolini fut sacré évêque le, entrant dans l'histoire de l'Église comme le dernier catholique qui fût arrivé à l'épiscopat sans avoir auparavant reçu l'ordination. Il occupa, entre autres, les postes suivants : Rapporteur de la Sacrée Congrégation du bon gouvernement (it) en 1833 et 1834 ; premier assistant au Tribunal suprême de la Signature apostolique en 1834 ; légat apostolique à Camerino, de 1835 à 1837 ; légat apostolique à Fermo, de 1838 à 1842 ; auditeur au Tribunal de justice de la signature apostolique, de 1843 à 1847 ; auditeur apostolique à Pérouse à la fin de 1846, vice-président du Conseil d'État, de 1851 à 1866, préfet de l'économie de la Sacrée Congrégation pour la propagation de la foi et de la Chambre apostolique des biens en déshérence, le 20 mars 1867 ; archichancelier de l'Université romaine à Rome ; camerlingue de la Sainte Église romaine, du 24 mars 1884 jusqu'à sa mort survenue le 20 décembre 1884.
Après une veillée dans l'église Saint-Eustache son corps fut enterré provisoirement au cimetière Campo Verano à Rome. Plus tard, ses restes furent transférés au « Cimiterio delle Grazie di Senigallia », par la comtesse Marcolini Salustri, fille de la marquise Teresa Consolini in Solustri. Sur sa tombe on peut lire l'inscription suivante : « DOMENICO CONSOLINI - CARDINAL - CAMERLENGO DI S.R.C ».

### Sources
- (pt) Cet article est partiellement ou en totalité issu de l’article de Wikipédia en portugais intitulé « Domenico Consolini » (voir la liste des auteurs).